# Odaát
Az Odaát (Supernatural) 2005 és 2020 között vetített természetfeletti-, fantasy-, horror-, thriller- és drámaelemeket vegyítő amerikai televíziós sorozat.
Az Odaát 2005. szeptember 13-án debütált a The WB Television Networkon, a második évadtól a The CW műsorán szerepelt. Magyarországon először az RTL Klub mutatta be 2006. szeptember 8-án.
A sorozat két fivért követ nyomon, Dean és Sam Winchestert, akik az USA különböző pontjaira utaznak egy fekete 1967-es Chevy Impalával, hogy a végére járjanak paranormális történéseknek és más megmagyarázhatatlan eseteknek, amelyek természetfeletti lényekhez kapcsolhatók. A testvérek „vadásznak“ nevezik magukat, és a sorozat folyamán kiderül, hogy mások is követik és követték előttük is ezt az életformát. Köztük apjuk, aki a feleségével történt tragédia után gyermekkoruktól a vadászatra nevelte fiait. 2020. november 19-én a sorozat véget ért a 15. évaddal.

## Szereplők
|  | Alább a cselekmény részletei következnek! |

| Szereplő        | Színész             | Szinkronhang              | Leírás |
| --------------- | ------------------- | ------------------------- | --- |
| Sam Winchester  | Jared Padalecki     | Simonyi Balázs            | Az egyetemista fiatal, aki apja és a rá váró vadász életmód elől menekült el. Bátyja kérésére segít eltűnt apjuk keresésében, majd egy személyes tragédia után testvérével közösen folytatják útjukat, hogy elpusztítsák az életüket megkeserítő démont. Hamarosan különleges képességek jelennek meg nála, és megtudja, hogy egy a Sárgaszemű démon kiválasztottjai közül. |
| Dean Winchester | Jensen Ackles       | Szabó Máté                | Sam négy évvel idősebb bátyja, aki kiskora óta vakon követte apja parancsait. Mindig is a vadászat volt az élete. Úgy érzi, felelősséggel tartozik öccséért, meg kell védenie őt. Később kötelességtudata meginog, amikor rájön, hogy apját és Samet is könnyen elvesztheti.                                                                                                |
| Jack Kline      | Alexander Calvert   | Markovics Tamás           | Lucifer fia. Castiel, Dean és Sam nevelik. Jack a 12. évad fináléjában jelenik meg először. |
| Bobby Singer    | Jim Beaver          | Wohlmuth István (1. évad) | Egy tapasztalt vadász, John régi barátja. Sam és Dean gyakran fordulnak hozzá, ha segítségre van szükségük, családtagnak tekintik. |
| Bobby Singer    | Jim Beaver          | Benkő Péter (2. évad-)    | Egy tapasztalt vadász, John régi barátja. Sam és Dean gyakran fordulnak hozzá, ha segítségre van szükségük, családtagnak tekintik. |
| Castiel         | Misha Collins       | Széles László (4. évad)   | Isten egyik angyala, Dean legjobb barátja. A 4. évadban tűnik fel először, amikor kiszabadítja Deant a Pokolból. 5-6. illetve 9-15. évadokban főszereplő, de 7-8. évadokban is fontos szerepeket tölt be. |
| Castiel         | Misha Collins       | Czvetkó Sándor (5. évad-) | Isten egyik angyala, Dean legjobb barátja. A 4. évadban tűnik fel először, amikor kiszabadítja Deant a Pokolból. 5-6. illetve 9-15. évadokban főszereplő, de 7-8. évadokban is fontos szerepeket tölt be. |
| Ruby            | Katie Cassidy       | Kovács Patrícia           | Egy démonlány, aki látszólag az emberek oldalán áll, de valójában ő is Lucifer kiszabadításán munkálkodik. |
| Ruby            | Genevieve Cortese   | Nemes Takách Kata         | Egy démonlány, aki látszólag az emberek oldalán áll, de valójában ő is Lucifer kiszabadításán munkálkodik. |
| Bela Talbot     | Lauren Cohan        | Pikali Gerda              | Egy természetfeletti tárgyakkal üzletelő lány. Útja többször keresztezi a Winchester fivérekét, később pedig kiderül róla, hogy egy démoni alku miatt már nincs sok ideje hátra. |
| Lucifer         | Mark Pellegrino     | Haumann Máté (5. évad)    | A Pokol fogságban tartott ura, a démonok legfőbb vezetője. Isten bukott angyala. |
| Lucifer         | Mark Pellegrino     | Posta Victor (7. évad)    | A Pokol fogságban tartott ura, a démonok legfőbb vezetője. Isten bukott angyala. |
| Crowley         | Mark A. Sheppard    | Csík Csaba Krisztián      | Gyilkosból lett keresztúti démon, aki Lucifer félreállítása után a "Pokol királya" lesz. Közte és Sam és Dean között furcsa – se veled, se nélküled – barátság alakul ki. |
| John Winchester | Jeffrey Dean Morgan | Harmath Imre              | Sam és Dean apja. Miután felesége, Mary meghalt, arra tette fel az életét, hogy levadássza a démont, ami végzett vele. Fiait gyerekkoruk óta a természetfelettivel való küzdelemre nevelte. Megszállottsága és szigora miatt megromlott a kapcsolata Sammel. |
| Jo Harvelle     | Alona Tal           | Csondor Kata              | Ellen Harvelle lánya, akivel együtt üzemeltetnek egy vadászok által kedvelt kocsmát és segítséget nyújtanak a vadászoknak. Megpróbálna apja nyomdokaiba lépni, hogy bosszút állhasson annak haláláért, de anyja visszatartja ettől. |
| Ash             | Chad Lindberg       | Csőre Gábor               | Egy számítógépzseni, Ellen kocsmájának állandó vendége. Segítséget nyújt a vadászok számára szükséges információk megszerzésében. |
| Lisa Braeden    | Cindy Sampson       | Németh Borbála            | Jóga oktató, Dean exbarátnője. |
| Zachariah       | Kurt Fuller         | Barbinek Péter            | Az angyalok felettese, a Menny légióinak egyik vezetője. |
| Chuck Shurley   | Rob Benedict        | Dolmány Attila            | Egy rejtélyes író, valójában maga Isten, aki a Mennyek egyik prófétájának adja ki magát. |
| Becky Rosen     | Emily Perkins       | Andrádi Zsanett           | Az Isten által írt odaát könyvek rajongója és Sam Winchester megszállottja. |
| Jody Mills      | Kim Rhodes          | Solecki Janka             | Seriff egy dél-dakotai városban. A férjét és a fiát megölte egy szörny. Több rejtély megoldásában segít a Winchester testvéreknek. |
| Tessa           | Lindsey McKeon      | Roatis Andrea (2. évad)   | Egy kaszás, aki többször csöppen bele Winchesterék életébe. |
| Tessa           | Lindsey McKeon      | Mezei Kitty (4. évad-)    | Egy kaszás, aki többször csöppen bele Winchesterék életébe. |
| Kevin Tran      | Osric Chau          | Pálmai Szabolcs           | A Mennyek egyik prófétája. |
| Jessica Moore   | Adrianne Palicki    | Csondor Kata              | Sam barátnője és élettársa. Az ő meggyilkolása indítja bosszúhadjáratra Samet. |

### Mellékszereplők
Vadászok:
- Ellen Harvelle (Samantha Ferris), John régi ismerőse, egy vadász özvegye. Lányával, Joval egy kocsmát üzemeltet, ami a vadászok találkozóhelye.
- Joanna Harvelle (Alona Tal), Ellen fiatal lánya, aki megpróbálna apja nyomdokaiba lépni, hogy bosszút állhasson annak haláláért, de anyja visszatartja ettől. Ellennel együtt üzemeltetnek egy vadászok által kedvelt kocsmát és segítséget nyújtanak a vadászoknak. (A Supernatural: Origins sorozatban Josephine néven emlegetik.)
- Ash (Chad Lindberg), egy számítógépzseni, Ellen kocsmájának állandó vendége. Segítséget nyújt a vadászok számára szükséges információk megszerzésében.
- Gordon Walker (Sterling K. Brown), egy tapasztalt vámpírvadász, aki kötelességének érzi, hogy végezzen minden különleges képességű fiatallal.
- Daniel Elkins (Terence Kelly), egy vadász, akinek a birtokában van a vadászok legendás fegyvere, a Colt.
- Isaac és Tamara (Peter Macon és Caroline Chikezie), egy vadász házaspár, Bobby régi barátai.
- Rufus Turner (Steven Williams), Bobby régi, kiégett vadász barátja.
- Kubrick és Creedy (Michael Massee és Jon Van Ness), Gordon Walker két társa, egyben barátai.
- Ed Zeddmore és Harry Spangler (A.J.Buckley és Travis Wester), két önjelölt szellemvadász, akik először egy szellem járta házról szóló internetoldalt vezetnek, majd egy "Szellemharcosok" nevű valóságshow-t alapítanak.
- Pamela Barnes (Traci Dinwiddie), Bobby barátja, a természetfelettivel foglalkozó nő, akinek médiumi képességei vannak.
- Missouri Moseley (Loretta Devine), John régi barátja, jósnő és egyben médium.
- Mary Winchester (Samantha Smith), John felesége, Sam és Dean anyja. Az ő halála készteti arra férjét, hogy vadászni kezdjen a természetfelettire, és hogy bosszút álljon a nő gyilkosán.
- Samuel és Deanna Campbell (Mitch Pileggi és Allison Hossack), Mary rég elhunyt szülei, titokban vadászként tevékenykedtek.
- Henry Winchester (Gil McKinney), John Winchester apja, aki John 5 éves korában eltűnt, és mint kiderül egy titkos társaság, a Men Of Letters (MOC), tagja volt, amely a természetfelettit kutatta és harcolt ellene.

Különleges képességű emberek:
- Max Miller (Brendan Fletcher), egy telekinetikus képességű fiú, aki ezt rossz dolgokra használja fel.
- Andrew Gallagher (Gabriel Tigerman), egy különleges képességű fiú, elméjével embereket képes irányítani, ezt pedig a saját javára fordítja.
- Ava Wilson (Katharine Isabelle), egy fiatal nő, akinek látomásai vannak, melyek be is igazolódnak.
- Jake Talley (Aldis Hodge), egy különleges képességű férfi, aki hatalmas erővel rendelkezik.
- Lily Witherfield (Jessica Harmon), egy fiatal lány, aki a puszta érintésével ölni képes.
- Ansem Weems (Elias Toufexis), Andrew Gallagher testvére, aki a fivéréhez hasonlóan képes embereket irányítani a gondolataival.
- Scott Carey (Richard de Klerk), egy különleges képességű fiú, aki képes irányítani az elektromosságot.
- Rose Holt (?), egy kisbaba, aki képes olvasni az emberek gondolataiban.

Természetfeletti lények:
- Azazel (Fredric Lehne/Christopher B. MacCabe/Rob LaBelle), a „Sárgaszemű démon”, Mary Winchester és Jessica Moore gyilkosa, akit a Winchester család hosszú időn át üldöz.
- Lilith (Rachel Pattee/Sierra McCormick/Katherine Boecher), egy fődémon, akivel Dean alkut köt öccse életéért. Mivel a fivéreket vetélytársának tekinti, végezni akar velük.
- Alastair (Mark Ralston), a "Fehérszemű démon", a Pokol egyik fődémona és egyben kínzómestere.
- Samhain (Don McManus), a Pokol egyik fődémona, akitől valójában a Halloween is ered.
- Keresztúti démonok (Jeannette Sousa/Ona Grauer/Sandra McCoy), egy keresztutaknál tanyázó démon, aki emberekkel köt üzletet. A lelkükért cserébe teljesíti a kívánságukat, majd 10 év elteltével begyűjti a lelkeket.
- Meg Masters (Nicki Lynn Aycox/Rachel Miner), egy huszonéves lány, akit megszállt a Sárgaszemű démon lánya. Célja pedig nem más, mint kiiktatni a Winchester család tagjait.
- Tom (Sebastian Spence), Azazel fia, Meg démoni testvére.
- Tammi (Marisa Ramirez), egy fiatal lány bőrébe bújt démon, aki többször megkísérli megölni a Winchester fivéreket.
- Dick Roman (James Patrick Stuart), a leviatánok vezetője.
- Abaddon (Alaina Huffman), a Pokol Lovagja, akit maga Káin kreált és csak az Első Pengével lehet megölni.
- Káin (Timothy Omundsson), maga a bibliai Káin, aki anno megölte testvérét Ábelt.
- Amara (Samantha Isler/Yasmeene Ball/Gracyn Shinyei/Emily Swallow), a Sötétség, Isten megtagadott és elzárt testvére.
- Uriel (Robert Wisdom), az angyalok specialistája, Castiel társa.
- Rafael (Demore Barnes), a Mennyek egyik arkangyala, aki társaival együtt azt a parancsot kapja, ölje meg az áruló Castielt.
- Gabriel (Richard Speight, Jr.), egy trükkös pogány istennek álcázott arkangyal, aki Lucifer és Mihály testvére.
- Mihály (Matt Cohen/Jake Abel), Isten fő arkangyala, Gábriel, Zakariás, Uriel és Lucifer testvére, aki tevékeny részt vállal az Apokalipszis lejátszásában.
- Anna Milton (Julie McNiven), egy bukott angyal, aki saját akarata szerint emberré vált.
- Hannah (Erica Caroll), Isten egyik angyala, aki segít Castielnek összefogni az angyalokat, majd egy ideig vezeti is a Mennyeket.
- Metatron (Curtis Armstrong), Isten írnoka, talán maga Énok, az énoki nyelv feltalálója, egy ember akit Isten emelt az angyalok közé és mindene a jó sztorik.
- Halál: Az apokalipszis negyedik lovasa,olyan idős mint isten,vagy idősebb.Az egyik leghatalmasabb lény az univerzumban

Egyéb karakterek:
- Victor Henriksen (Charles Malik Whitfield), az FBI egyik különleges ügynöke, aki elszántan próbálja elfogni a Winchester fiúkat.
- Ronald Resnick (Chris Gauthier), egy bank alkalmazottja, aki egyik pillanatról a másikra a természetfeletti világába csöppen.
- Rowena MacLeod (Ruth Connell), Crowley édesanyja, aki boszorkánnyá vált és már több mint 300 éve él.
- Gavin MacLeod (Theo Devaney), az egykori Fergus Roderick MacLeod, azaz Crowley fia, aki szerencsét próbálni jött az Újvilágba az 1800-as években, de a hajója elvileg elsüllyedt Amerika partjainál.

### Történet
|  | Alább a cselekmény részletei következnek! |

1983. november 2-án (a katolicizmusban a halottak napja) a Winchester család borzalmas eseményt él át: a két kistestvér, Dean és Sam anyját brutálisan meggyilkolja egy démon, házukat pedig porig égeti. 22 évvel a tragédia után a fiúk mesterien kitanulták apjuktól a természetfelettire való vadászatot, ám a család széthullott, mindenki más úton indult tovább. Egy váratlan esemény azonban ismét összehozza Deant és Samet; apjuk eltűnik, és anyjuk gyilkosa ismét felbukkan. A fivérek útra kelnek, hogy megkeressék apjukat, és Chevy Impalájukkal keresztülszelve Amerika vidékeit, annyi természetfeletti lénnyel végezzenek, ahánnyal csak tudnak, hogy majd bosszút állhassanak az életüket megkeserítő démonon.

## Epizódok
Az Odaát első évada 2005. szeptember 13-án startolt a The WB Television Network csatornán, majd fél évvel később, 2006. május 28-án megerősítést nyert, hogy a sorozat további 22 résszel folytatódik, azonban az újonnan, a 2006-2007-es tévészezonban induló The CW hálózaton, mivel a WB felszámolta tevékenységét 2006 szeptemberében. Az Odaát második évada 2006. szeptember 28-án, csütörtök este vette kezdetét, közvetlenül a Smallville után.
2007. május 17-én a CW csatorna hivatalos sajtókonferenciáján kiderült, hogy a sorozat folytatódhat. A 3. évad 2007 őszétől változatlan idősávban, csütörtökönként került adásba. A 2007 novemberében kezdődő írósztrájk következtében az évad a korábban tervezett 22 helyett 16 epizódból állt. 2008. március 3-án a CW megerősítette, hogy a sorozat továbbra is szerepelni fog a csatorna műsorán, a 4. évaddal, melyet 2008. szeptember 18-án el is kezdtek vetíteni. Az 5. évad egy évvel később, 2009. szeptember 10-én került először adásba.
Magyarországon a sorozatot az RTL Klub vetítette 2006. szeptember 8. óta. Az első évad epizódjai péntekenként 22 órától, a 2007. október 19-én kezdődő második évad részei pedig ugyancsak péntekenként, azonban már 23 óra után kerültek a képernyőre. A 3. évad több mint kétéves késés után 2011. február 10-én késő este került adásba. A csatorna műsorra tűzte a 4. évadot, mely várhatóan 2012. augusztus 17-én jelenik meg a képernyőkön.
| Évad | Évad | Részek száma | Eredeti sugárzás     | Eredeti sugárzás   | Eredeti adó          | Magyar sugárzás      | Magyar sugárzás   | Magyar adó |
| Évad | Évad | Részek száma | Évadbemutató         | Évadzáró           | Eredeti adó          | Évadbemutató         | Évadzáró          | Magyar adó |
| ---- | ---- | ------------ | -------------------- | ------------------ | -------------------- | -------------------- | ----------------- | ---------- |
|      | 1    | 22           | 2005. szeptember 13. | 2006. május 4.     |                      | 2006. szeptember 8.  | 2007. február 9.  |            |
|      | 2    | 22           | 2006. szeptember 28. | 2007. május 10.    |                      | 2007. október 19.    | 2008. március 28. |            |
|      | 3    | 16           | 2007. október 4.     | 2008. május 15.    | 2011. február 10.    | 2011. május 26.      |                   |            |
|      | 4    | 22           | 2008. szeptember 18. | 2009. május 4.     | 2012. augusztus 17.  | 2013. január 25.     |                   |            |
|      | 5    | 22           | 2009. szeptember 10. | 2010. május 13.    | 2013. december 13.   | 2014. május 23.      |                   |            |
|      | 6    | 22           | 2010. szeptember 24. | 2011. május 20.    | 2014. október 2.     | 2015. március 19.    |                   |            |
|      | 7    | 23           | 2011. szeptember 23. | 2012. május 18.    | 2016. január 6.      | 2016. március 23.    |                   |            |
|      | 8    | 23           | 2012. október 3.     | 2013. május 15.    | 2017. január 7.      | 2017. március 18.    |                   |            |
|      | 9    | 23           | 2013. október 8.     | 2014. május 20.    | 2018. január 6.      | 2018. április 13.    |                   |            |
|      | 10   | 23           | 2014. október 7.     | 2015. május 20.    | 2019. január 8.      | 2019. március 26.    |                   |            |
|      | 11   | 23           | 2015. október 7.     | 2016. május 25.    | 2020. február 4.     | 2020. március 25.    |                   |            |
|      | 12   | 23           | 2016. október 13.    | 2017. május 18.    | 2020. szeptember 23. | 2020. november 17.   |                   |            |
|      | 13   | 23           | 2017. október 12.    | 2018. május 17.    | 2020. június 9.      | 2020. augusztus 5.   |                   |            |
|      | 14   | 20           | 2018. október 11.    | 2019. április 25.  | 2020. augusztus 6.   | 2020. szeptember 22. |                   |            |
|      | 15   | 20           | 2019. október 10.    | 2020. november 19. | 2022. március 8.     | 2022. március 8.     |                   |            |

|  | Alább a cselekmény részletei következnek! |

### 1. évad
Az Odaát első évadában megismerkedhetünk két testvérrel, Dean és Sam Winchesterrel. Édesanyjukat még kiskorukban megölte egy démon, aki a házukat is porig égette. Az eltelt 22 év alatt kitanulták apjuktól a természetfelettire való vadászat minden fortélyát. Azonban apjuk egy vadászat során eltűnik, és anyjuk gyilkosa ismét lecsap, ezúttal Sam barátnőjét öli meg. A két fivér bosszút esküszik, apjuk és a gyilkos démon nyomába erednek. Dean 1967-es Chevrolet Impalájával az országot (USA) átszelve annyi természetfeletti lénnyel végeznek, ahánnyal csak tudnak...

### 2. évad
Az Odaát második évada megrázó eseménnyel kezdődik: a Winchester fiúk apja, John egy alku során meghal. Dean és Sam egyre elszántabban folytatják a harcot a természetfelettivel szemben, miközben új vadászokkal ismerkednek meg; Ellennel, Joval, Ash-sel és Gordonnal, illetve találkoznak különleges képességű fiatalokkal, köztük Andy-vel és Avával. Samnél is mutatkoznak bizonyos természetfeletti képességek. Az évad során kiderül, hogy a Azazel arra készül, hogy felnyissa az Ördög kapuját, ezzel háborút robbantson ki a démonok és az emberek között...

### 3. évad
Az Odaát harmadik idényében Dean és Sam újabb feladatot kapnak: el kell pusztítaniuk a Pokolból kiszabadult szörnyeket. Akcióik során feltűnik két új, női személyiség is; a lopott árukkal kereskedő Bela, és az emberek oldalán álló démonlány, Ruby. Míg Sam egyre inkább azon munkálkodik, hogy megmentse Deant a lejáratához közeledő démoni alkutól, feltűnik a színen egy Lilith nevű fődémon, aki a fivérek fejére pályázik...

### 4. évad
Az Odaát negyedik szezonja nem várt fordulattal indul; Dean rejtélyes körülmények közt visszatér a Pokolból az élők közé. Később kiderül, hogy a megmentője egy Castiel nevű angyal, aki az ura – Isten – parancsára támasztotta fel a fiút, mert még terveik vannak vele. Winchesterék hiába segítik minden erejükkel a Mennyek seregét, a dolgok egyre rosszabbra fordulnak. Nem csak az egyre erősödő démoni csapatokkal kell felvenniük a harcot, hanem a köztük lévő árulókkal is, akik azon munkálkodnak, hogy Lucifer a világra szabaduljon. Sam is sodródni kezd a rossz oldal felé...

### 5. évad
Az Odaát ötödik szériája ott folytatódik, ahol az előző végződött: az utolsó pecsét feltörését követően Lucifer kiszabadul fogságából, és keresni kezdi porhüvelyét; akibe beleszállhat. Mint később kiderül ez a porhüvely maga Sam. Az egyetlen aki legyőzhetné Lucifert az Mihály arkangyal, akinek Dean a porhüvelye. Egyik fiú sem hajlandó magára ölteni a "porhüvely" szerepét, mert ez mindenképp a világ végét jelentené. Castielt kizárják a Mennyországból a Winchester fiúk segítése miatt. Lucifer számos szörnyűséget szabadít az emberekre, miközben biztos benne, hogy Sam igent fog mondani neki. Vagyis beleszállhat majd a fiú testébe, és elhozhatja az Apokalipszist.

### 6. évad
Az Odaát hatodik szériája egy évvel az Apokalipszis megakadályozása után folytatódik. Dean feladta a vadászatot, Lisával és Bennel él. Sam rejtélyes módon kiszabadult pokolbeli ketrecéből és megkeresi Deant. Elmondja neki, hogy újból harcolnia kellene és megismerteti Deant egy családdal akikről azt sem tudták, hogy léteznek: a Campbellekkel, az édesanyjuk családjával, amelyet nem más, mint Samuel nagyapjuk irányít. Kiderül, hogy Sammel valami nincs rendben. Castiel segítségével Dean felismeri, hogy Sam csak fizikailag tért vissza Lucifer ketrecéből, de a lelke ott maradt. Dean kideríti, hogy Crowley hozta vissza Samet, aki csak akkor hajlandó visszaadni a lelkét, ha neki dolgoznak. A mennyben káosz uralkodik. Rafael továbbra is elhozná az Apokalipszist, kiszabadítaná Lucifert és Mihályt a ketrecből, hogy megvívják a végső harcukat, de Castiel szembeszáll vele és polgárháborút indít...

### 7. évad
Az Odaát széria 7. évada ott folytatódik, ahol a 6. abbamaradt. Sam és Dean kétségbeesve veszik észre, hogy Castiel magába szívta a purgatóriumban raboskodó lények lelkeit. Sam-et, Dean-t, és Bobby-t megfélemlítve, istenként visszatér a mennyekbe, hogy az angyali seregek előtt is megmutassa erejét. Visszatérve a földre érzi, hogy porhüvelye gyengül, és már nem bírja el azt az erőt, amit magában tart. Sam és Dean a Halált kérik meg, hogy végezzen Castiellel, mert már kiszámíthatatlan, és nem az az angyal, akit megismertek. Az első epizód végén Castiel már legyengült, és érzi, hogy a purgatóriumban lévő ősi szörnyek, -amikről a Halál is figyelmeztette- felemésztik porhüvelyét. Végezetül Castiel -hogy a többieket mentse- belesétál a vízbe, majd teste feloszlik, és fekete, folyékony lények távoznak belőle. Ők a leviatánok, akiket még isten az angyalok, és az emberek előtt teremtett, de látván, hogy mennyire veszélyes teremtmények, létrehozta számukra a purgatóriumot, és örökkévaló fogságra ítélte őket. A 7. évad fő témája: a Leviatánok emberiség ellen való terveinek megfékezése és visszazárása a purgatóriumba, amelyben segítségükre van egy ideig Bobby, majd Charlie, egy hacker lány, aki Dick Roman, a leviatánok főnökének vállalatánál dolgozik.
A végén sikerül megölniük Dick Romant és ezzel az összes leviatánt visszaküldeni a Purgatóriumba, de a robbanás ereje magával sodorja Deant és Castielt is a Purgatóriumba – egyedül Sam marad itt.

### 8. évad
Egy év telik el az előző évad vége óta. Dean és Castiel a Purgatóriumban ragadtak, Sam pedig a megegyezésüknek megfelelően nem keresi a bátyját, hanem visszavonul a vadászattól. Véletlenül elüt egy kutyát és így összejön egy állatorvosnővel, akivel komoly kapcsolatba kezd. Dean a Purgatóriumban összeismerkedik a Benny Lafitte nevű egykori vámpírral, aki segít neki, hogy kijusson, ha cserébe őt is kijuttatja. Dean valahol a vadonban esik ki egy portálon keresztül, a testében hordozva Benny lelkét, miközben Castiel ott ragad a Purgatóriumban. Sam őrlődik, mert mikor már komolyra fordult volna a kapcsolatuk Amelie-vel, megjelenik annak halottnak hitt katona férje. Dean feléleszti Bennyt, majd egyedül Rufus kunyhójába megy. Sam elhagyja barátnőjét, mert a nő nem tud dönteni közte és a férje között. Eztán találkoznak ismét a testvérek a kunyhóban. Kiderül, hogy Sam olyannyira visszavonult a vadászélettől, hogy egyáltalán nem kísérte figyelemmel az eseményeket, így Kevin Tran, a prófétafiú kétségbeesett üzeneteit sem kapta meg. Dean nagyon megharagszik ezért és elindulnak felkutatni Kevint. Kevin Crowley fogságában volt, aki a Démontáblát próbálta vele elolvastatni, de egy varázsigével kiszabadult, és azóta bujkál. A Winchesterek megtalálják, de Crowley is és bosszúból megöli Kevin barátnőjét. A fiúk ezek után összeszedik Kevin anyját is és nekivágnak annak a lehetetlen küldetésnek, amit Kevin olvasott ki a Démontáblából: hogyan lehet bezárni a Pokol kapuit örökre.
Castielt Naomi az új angyalfőnök angyalai kihozzák a Purgatóriumból, de Castiel nem is sejti, hogy Naomi agymosást végez rajta és végig manipulálja, mert meg akarja találni az Angyaltáblát.
A testvérek csodálatos módon találkoznak az időutazó nagypapával Henry Winchesterrel, akitől először hallanak a Men Of Letters nevű titkos társaságról, amely egykor együttműködött a vadászokkal és a természetfelettit kutatta. Henry nagypapa Abaddon elől menekül, aki egy nagyhatalmú démon (a Pokol egyik Lovagja, és ő verte szét ezt a társaságot), de Henryvel karöltve a fiúknak sikerül megölniük. Henry árulja el nekik a Men Of Letters társaság titkos bunkerének a helyét is, amit aztán a fiúk birtokba vesznek és azóta is az az otthonuk.
Utána kezdődnek a próbák, amiket ki kell állniuk, és amelyeket végül is Sam vállal el, hogy örökre becsukhassák a Poklok Kapuit. Sam sok szenvedés árán ezt majdnem véghez visz, de közben felkutatják Metatront – Isten írnokát -, hogy segítsen nekik, ami ballépésnek bizonyul. Metatron évezredek óta elzárkózva él a Földön és értesülve a legújabb fejleményekről, nagyravágyó terveket kezd el kovácsolni magában.
A testvérek összerakják a "hidegre tett" Abaddont, hogy kísérletezzenek vele, mert állítólag ki lehet űzni a démont egy megszállt emberből, anélkül, hogy az meghalna. Ám ez ismét rossz döntésnek bizonyul, ugyanis Abaddon cselesebb náluk és megszökik.
Végül a Poklot nem zárják be, de Metatron a Mennyeket igen, amihez Castielt is felhasználja, és száműzi az angyalokat, Castielt pedig emberi létre ítéli, megfosztva angyali erejétől. Az angyalok meteoresőként hullanak alá az égből az évad végén.

### 9. évad
Az évad ott kezdődik, ahol az előző véget ért. Sam haldoklik a próbáktól, bár nem fejezte be őket teljesen és Dean a kórházban az angyalok segítségét kéri. Felbukkan egy földre zuhant angyal a sok közül, aki Ezékielnek nevezi magát és Castiel is jótáll érte, ezért Dean csellel eléri, hogy a már a halálba belenyugodott, kómába fekvő öccsébe költözzön és meggyógyítsa.
Crowleyt az utolsó próba óta fogságban tartják a Winchester fiúk, Abaddon pedig szervezkedik, hogy visszaszerezze a Pokol feletti uralmat.
Castiel emberként vándorol, de minden angyal őt üldözi, mert azt hiszik, hogy miatta zárták ki őket a Mennyekből. Nagy nehezen eljut a bunkerbe a fiúkhoz, de Ezékiel tiltakozik ellene, hogy ott maradjon, így Castielnek tovább kell állnia.
Metatron találkozik a Sambe bújt Ezékiellel és kiderül, hogy az angyal hazudott, mert ő valójában Gadreel, aki évbilliókig börtönben volt a Mennyben, mert nem őrizte jól egykor a Paradicsomot, amiért Isten megbüntette. Most a többiekkel együtt ő is lezuhant az Égből és álnéven bujkált. Metatron kapva kap az alkalmon, hogy beszervezze Gadreelt és bérgyilkosként használja fel őt. Elsőnek Kevin Trant öleti meg vele. Dean erre ér vissza a bunkerbe és akkor rájön, hogy nem hazudhat tovább az öccsének, mert vissza kell szerezniük Gadreeltől az irányítást. El is kapják egy idő után és Crowley segítségével nagy nehezen kiűzik belőle az angyalt, aki visszaszáll az eredeti porhüvelyébe, de marad Metatronnal. Sam ezt nem tudja megbocsátani Deannek.
Deanék, akik Abaddon és Metatron ellen is harcolnak kétségbeesésükben Káinhoz fordulnak, aki legalább Abaddon legyőzésében tud segíteni. Dean és Káin találkozik és Káin méltónak ítéli rá, hogy megossza vele Káin Jegyét, amit eddig ő viselt csak és feltárja előtte az Első Penge rejtekhelyét, amivel meg lehet ölni bármilyen pokolfajzatot. A Jegy nem várt mellékhatásokkal jár...Dean egyre agresszívabb lesz, a Penge egyre több vért kíván és egyre inkább a sötétség felé vonzza Deant, de Abaddont segít legyőzni.
Közben Metatron elkapja Castielt és ő is manipulálni akarja, sőt világhírnévre vágyik, ezért lemegy csodatévőként az emberek közé. Gadreel rájön, hogy őt is manipulálta és átáll a Winchesterekhez, de Dean megtámadja, mert nem bír a vérszomjával. Cas és Sam bezárják Deant és megkeresik Gadreelt. Betörnek a Mennybe, de elfogják őket. Crowley kiszabadítja a bezárt Deant és Dean elmegy, hogy megölje a földön járó Metatront. Végül Gadreel a börtönben feláldozza magát, így Castiel kiszabadul és össze tudja törni az Angyaltáblát, ám addigra Metatron győzedelmeskedik és ledöfi Deant. Dean az öccse, Sam kezei közt hal meg. Metatront leleplezi Castiel az angyalok előtt és így fordul a kocka, Metatron kerül börtönbe.
Sam hazaviszi a bátyja holttestét és Crowleyval akarja felélesztetni, ám az közben megjelenik és kiderül, nagyon is tisztában volt a Jegy hatásaival. Feléleszti magától Deant, de amikor az kinyitja a szemét, azok fekete démonszemek lesznek!

### 10. évad
Az évad kb. 4 hónappal az előző után folytatódik. Mint kiderül, Dean teste eltűnt a bunkerból és csak egy üzenetet hagyott Sammynek, amiből az tudja, hogy él, de nem érti az egészet. Castiellel nyomoznak utána, ám az angyal egyre rosszabbul van, mert a 9. évadban lopott ugyan magának másik angyaltól némi kegyet, de mivel az nem az övé, ezért szép lassan elfakul.
Dean közben mint démonlovag, Crowley-val mulatja az idejét útszéli csehókban, minden felelősségtől felszabadultan, így Crowley hiába próbálja rávenni, hogy neki dolgozzon. Amikor nagyon elege lesz belőle, otthagyja és önállósítja magát. Ekkor talál rá Sam és egy vadász, akinek réges-rég megölte Dean az apját. Miközben a vadásszal verekszik Dean, Sam el tudja kapni szenteltvízzel és hazahurcolja a bunkerbe. Ott a Men Of Letters démongyógyító praktikát alkalmazva Castiel segítségével végül is kigyógyítja, kiűzi belőle a démont, ám a Jegy rajta marad és továbbra is hatással van rá.
Ezután jött a 10. évadban a 200. rész amely a történetet eleveníti meg egy musical keretein belül egy "szerelmes levél volt a rajongóknak" – ahogy az alkotók fogalmazták, tele belső poénokkal és utalásokkal.
Ezután tűnik fel Rowena, aki mint kiderül egy nagyhatalmú, több mint 300 éves boszorkány és Crowley anyja. Az évad ezután nagyrészt arról szól, hogyan tudnák leszedni Deanről az egyre durvábbá váló Jegyet, ill. hogyan próbálja megvetni a lábát a Pokolban Rowena, hízelkedéssel, manipulálással, erőszaktól sem visszariadva.
Dean pedig újra találkozik Káinnal, aki megjósolja neki mielőtt Dean megöli őt, hogy minden szerettét ki fogja irtani a Jegy által gerjesztett vérszomj miatt.
Castiel és Sam tovább nyomoz a gyógymód után és ezért kilopják a Mennyek börtönéből Metatront, akitől Castiel elveszi a kegyét így emberré teszi őt is, de Metatron semmit sem tud a Jegyről, viszont elvezeti Castielt oda, ahova eldugta a kegyét, így az végre visszakaphatja azt, de Metatron elmenekül hóna alatta a szintén elrejtett Démontáblával.
Végül Charlie talál egy titkos feketemágiás könyvet, aminek segítségével Rowena le tudná szedni a Jegyet Dean karjáról. Ám ezeket Sam titokban intézi, Dean mit sem tud róla, így ő pedig a Halálhoz fordul végül, hogy mentse meg valahogy. A Halál ajánlatot tesz neki: ha megöli Samet végső áldozatként, akkor elviszi Deant egy olyan dimenziókon túli helyre, ahol senkinek sem árthat. Ám azt is elmondja a Halál, hogy a Jegy tulajdonképpen egy zár, amely a Sötétséget hivatott elzárva tartani. Ezért is nem szabadna leszedni. Ám amikor Sam felbukkan, Dean végül is nem tudja megölni a testvéröccsét, inkább a Halált kaszálja le, miközben Rowena épp elvégzi a varázslatot és utána egy villanással a Jegy eltűnik Dean karjáról.
De ennek nagy ára van: amikor a testvérek kilépnek az ajtón, a világra rászabadul a Sötétség, amely eddig elzárva volt, ők az Impalában rekedve már nem tudnak elmenekülni, Rowena viszont kiszabadul a fogságból amibe Sam eddig tartotta és egymásra uszítja varázslattal Castielt és Crowleyt, aztán otthagyja őket.

### 11. évad
Ugyanonnan folytatódik, ahol az előző évad abbamaradt: a kocsit elönti a Sötétség, Dean eltűnik Sammy mellől, ő pedig beüti a fejét és elájul. Mikor magához tér, Deant jó egy mérfölddel odébb találja meg a fűben fekve, aki elmeséli neki, hogy egy nő képében beszélgetett magával a Sötétséggel, aki megköszönte, hogy kiengedte őt és megígérte, hogy ő lesz az egyetlen, akit sosem fog bántani. Közben Castiel a varázslat hatására rászabadult Crowley-ra és ledöfte az angyalpengéjével, de Crowley füst formájában időben elmenekült. Utána Castiel félig megőrülve bolyong, amíg az angyalok el nem kapják Hannah vezetésével, mert ki akarják faggatni, hova tette Metatront.
A Winchester fiúk a kataklizma után egy kisvárosba érnek, ahol mindenki zombivá vált a Sötétség hatására, és csak egyetlen újszülöttet sikerül megmenteniük, akit Amarának hívnak. Hamar kiderül azonban, hogy Amara azonos a Sötétséggel emberi alakban, és lelkeket eszik, ezért nagyon hamar fejlődik. Crowley elkapja és megpróbálja a maga oldalára állítani, de megint kudarcot vall. Amara kiszabadul a gyámsága alól és önálló útra indul. Dean és Sam követik a nyomait, hátha le tudják még időben vadászni.
Rowena különböző sikertelen próbálkozásokat tesz, hogy megalapítsa a maga boszorkány covenjét, miközben Crowley állandóan vadászik rá. Samnek közben látomásai vannak a ketrecről és Luciferről, azt gondolja, Istentől erednek, ezért megint elkapják Rowenát és Crowley-val együtt kinyitják a ketrecet, hátha Lucifernél válaszra lelnek a Sötétséget illetően. Ám a dolgok másképp alakulnak, Lucifer elkapja Samet, majd Castielt, és kiderül, hogy Rowena összedolgozott vele, így végül Lucifer csak kiszabadul a ketrecéből.
Egy sor kudarcba fulladt kísérlet után a WInchester-fiúk elakadnak, nem tudják, hogyan mentsék meg Castielt vagy hogyan pusztítsák el a Sötétséget. Megjelenik Chuck, akiről kiderül, hogy ő Isten "inkognitóban", és megment egy kisvárost az Amara által létrehozott, gyilkos ködtől. A fiúk kiszabadítják Lucifert Amara fogságából, és Isten, Lucifer, Rowena – és még pár boszorkány -, Crowley, Sam és Dean összefognak, hogy együtt elzárják a Sötétséget, ezzel megakadályozva a világvégét. Amarán azonban az ő együttes erejüktől sem esik egyetlen karcolás sem, sőt, megsebesíti Istent.
Ahogy Isten haldoklik, a Nap elhalványul. A csapat kitalál egy újabb módszert, ami beválhat a Sötétség ellen. De Dean ahelyett, hogy bevetné a lelkekből álló bombát, Amara lelkére beszél, és ráébreszti, hogy nem a testvére halálát akarja, hanem azt, hogy megint egy család legyenek. Isten és a Sötétség már egymás kezét fogják, amikor Amara még utoljára azt mondja Deannek, hogy viszonzásul ő is megadja neki azt, amire szüksége van.
Eközben felbukkan egy brit Betűvető nő, aki elmondja, hogy a főnöke nem nézte jó szemmel a Winchesterek különböző húzásait. Sam nem érti, miről beszél, és nem ijed meg a nőtől, aki pisztolyt fog rá. Mikor Sam elindul felé, a nő meghúzza a ravaszt. Eközben Dean egy erdőben bolyong, és egy tisztáson rábukkan a saját anyjára, Mary-re.

### Nézettség
Az amerikai nézettsége ugyan nem mondható teljes sikernek, hiszen műsoridejéhez képest általában viszonylag alacsony nézettségi szinten hozott, de a the WB és a CW televíziós csatornának viszont megfelelő számokat produkált. Erre utalnak a további berendelt évadok. Az Odaát nézettsége Magyarországon a saját műsoridejében (péntek 22:10) meglehetősen jó volt, bár előfordult, hogy az ellene vetített műsorral szemben alulmaradt. Megfigyelhető az amerikai nézettséggel való hasonlóság, hogy az évad elejétől kezdve növekvő tendenciát mutatott a nézettség, majd a "csúcsponttól" fokozatosan csökkent vissza az évad végére. Ez azonban más sorozatnál is ugyanígy megtörténhet, mivel a nézettség rengeteg mindentől függ (többek közt: műsoridejében a többi csatornán futó adás, reklámozás, előző epizód érdekes volt-e, stb….
A nézettség a 8. évadtól egyfolytában nő, így egyelőre nincs szó róla, hogy abbahagynák a sorozatot. A 200. ünnepi epizód a 10. évadban pedig rekord nézettséget ért el és a Twitteren egy ideig az első 10 trendben szerepelt hashtagként.

## Produkciós jegyzetek
Az Odaát a Warner Bros. Television Productions Inc. produkciója, a Wonderland Sound and Vision együttműködésével. A sorozat executive producerei a Charlie angyalai-filmek rendezői, McG és Peter Johnson, illetve David Nutter, aki egyben rendezője is, producere és alkotója Eric Kripke. A pilotot Kaliforniában vették fel, azonban a fő forgatási helyszín Vancouver, Brit Kolumbia. Az utómunkálatok helyszínéül szintén Kalifornia szolgál.
Akárcsak a Lost – Eltűnteknek, az Odaátnak sincs főcíme és főcímdala, csupán a cím tűnik fel, ami általában a korábbi epizódok jeleneteiből összeállított emlékeztetőt követi. Az adott epizód címe a színészek neve előtt tűnik fel a képernyőn.

### Kapcsolódó média
A Pokoltanya című epizódban szereplő weboldal egy valódi site, amit a sorozat producerei alkottak meg.
Egy ideig Dean mobilszáma igazi szám volt, amire Jensen Ackles mondta fel a hangpostaüzenetet: "Itt Dean Winchester. Ha sürgős, hagyjon üzenetet. Ha 83-11-2 miatt hív, adja meg a koordinátáit."

### Dean kocsija
Kiemelt szerephez jut a sorozatban Dean védjegye, egy fekete 1967-es Chevrolet Impala, amit korábban apja ajándékozott neki. A motor egy chevy V8-as 327-es 275 lóerős blokk. Az autó Dean legértékesebb tulajdona, a neve Dean-hez illően Baby, a 11. évad 4. epizódjában pedig egy külön rész is kapott. Csomagtartója egész fegyverarzenálokat képes tárolni, s gazdája majdnem ugyanolyan elszántan védelmezi, mint öccsét.
A kocsi rendszáma KAZ 2Y5, a második évadban azonban lecserélik CNK 80Q3-ra, 1997-es rendszáma BQN 9R3 volt. A járgány az évadok során a Metallicar gúnynevet kapta.
Habár a sorozatban 1967-es Chevrolet Impalának mondják, a forgatáshoz más évjáratú Impalákat is használtak, többek közt egy 1965-öset is.

### A Colt
Egy fegyver amit Samuel Colt készített a 19. században. Mikor a múltban utaznak, találkoznak is a készítőjükkel. A colt képes bármilyen gonosz eredetű természetfeletti lénnyel végezni. Csak 3 lény van, amivel a colt nem tud végezni, de nem derül ki, melyek azok. Angyalokat nem lehet ölni vele. Ez végez majd Azazellel, a sárgaszemű démonnal: mikor a pokol kaput kinyitják, Dean fejbe lövi.

## DVD kiadás

### A teljes első évad
Magyarországon az Odaát: A teljes első évad a Fórum Home Entertainment Hungary forgalmazásában jelent meg, 2007. szeptember 11-én.
|  | Technikai adatok - 22 rész - 6 lemez - Hangok: angol (Dolby Digital 2.0), magyar (Dolby Digital 2.0), cseh (Dolby Digital 2.0) - Feliratok: magyar, angol, cseh, görög, román A kiadás különlegessége, hogy extrákat is tartalmaz eredeti nyelven, amelyek az alábbiak. Extrák - Kimaradt/bővített jelenetek - Audiokommentár a „Nyomtalanul” című epizódhoz Eric Kripke, a sorozat kitalálója, David Nutter rendező és Peter Johnson producer közreműködésével - Audiokommentár a „Zuhanás” című epizódhoz Jared Padalecki és Jensen Ackles főszereplők közreműködésével - 2 vadonatúj kisfilm: „Jared és Jensen egy napja” és „Odaát: Mesék a sötétség pereméről” - Bakiparádé - Fotógaléria |

## A képregény
Az Egyesült Államokban megjelent a „Supernatural: Origins” (Odaát: Eredetek) című képregénysorozat, mely a televíziós sorozatból már ismert természetfeletti világba kalauzolja el az olvasót. A történet John Winchesterről szól, aki felesége, Mary rejtélyes halála után az éjszaka teremtményei után veti magát, hogy kiderítse, ki és miért végzett gyermekei édesanyjával.
Az első szám 2007. május 2-án jelent meg a Wildstorm amerikai képregénykiadó gondozásában; az újabb számok ezt követően havonta érkeznek az amerikai újságárusokhoz. Az egyes részeknek nincs külön címük, csupán egy sorszám jelöli, hogy éppen melyik epizódot olvassuk. Az amerikai olvasók 2,99 $-ért (kb. 580 Ft) juthatnak a képregényhez. Az első szám különlegessége, hogy egy külön kis extra epizódot is magába foglal.
Az alkotók között említhetjük Peter Johnsont, a sorozat producerét, aki az írói feladatokat látja el, valamint Matthew Dow Smith képregényrajzolót.

## Regények, könyvek

### Regények
Mint ahogy sok más sorozatnál is megszokott (pl. Monk, Bűbájos boszorkák), az Odaát is megjelent regény formájában. Az első könyv a "Nevermore" (Soha többé) címet viseli, amely Keith R. A. DeCandido tollából származik. A kötet az amerikai Harper Collins kiadásában került 2007. augusztus 1-jén a polcokra. A történet cselekmény szempontjából különáll a sorozattól, tehát az epizódokban nem találunk utalást a könyv cselekményeire. A regény eseményeit azonban erősen befolyásolják a sorozat részei, tehát említést tesznek korábbi történésekről. A "Nevermore" a 2. évados Alku a démonnal, és A vírus című epizódok közé tehető, olvashatjuk a kötet elején.

### Könyvek
Az Odaát világához kapcsolódóan a regényeken kívül más nyomtatványokat is adtak ki. Ilyenekhez sorolható "Könyv az Odaát szörnyeiről, szellemeiről, démonairól és zombijairól" című kiadás, amely a történetben fellelhető természetfeletti lényekről ad részletes leírást, képekkel és egyéb információkkal gazdagítva, és kiegészítve addigi tudásunkat. Érdekesség, hogy Sam és Dean sorozatbeli jegyzeteit is megtaláljuk a könyvben.
Nagyon fontos háttérinformációkkal szolgál még Alex Irvine: John Winchester naplója ("John Winchester's Journal") c. kiadvány, amely a kezdetektől, Mary halálától mutatja be az eseményeket John szemszögéből egészen a sorozat kezdetéig, 2005 Halloween-éjszakájáig.
Készültek továbbá az Odaát évadaihoz írt hivatalos kézikönyvek is, melyet exkluzív interjúkkal, fényképekkel, kulisszatitkokkal, teljes epizódismertetőkkel és a színészekről készült színes fotókkal tettek még érdekesebbé és izgalmasabbá a lelkes olvasó számára az alkotók.